# Avalon - Nel profondo degli abissi
Avalon - Nel profondo degli abissi (Avalon: Beyond the Abyss) è un film per la televisione statunitense del 1999 diretto da Philip Sgriccia.

## Trama
Alcuni biologi marini guidati da John Alden devono risolvere il caso di un disastro ambientale di proporzioni immani: una marea di plancton mortale diffusasi nelle acque intorno ad un'isola del Golfo del Messico.

## Produzione
Il film fu prodotto da Paramount Pictures, Viacom Productions e Waterworks BHS e diretto da Philip Sgriccia nel 1999. Il titolo di lavorazione fu Avalon, Adventures of the Abyss.

## Distribuzione
Il film fu trasmesso in televisione negli Stati Uniti nel 1999 sulla rete United Paramount Network.
Alcune delle uscite internazionali sono state:
- negli Stati Uniti il 29 ottobre 1999 (première)
- negli Stati Uniti il 5 novembre 1999
- in Islanda il 6 luglio 2000 (in anteprima)
- in Argentina il 5 settembre 2000 (in anteprima)
- in Germania il 21 settembre 2000 (Gefahr aus der Tiefe - Die Vorboten der Hölle)
- in Australia il 20 ottobre 2000 (in anteprima)
- in Ungheria l'17 maggio 2005
- in Svezia il 20 luglio 2005
- in Canada (Au-delà des profondeurs o Avalon)
- in Italia (Avalon - Nel profondo degli abissi)